# プリンスキロ
プリンスキロ（Princequillo、1940年 - 1964年）はアメリカの競走馬。プリンスローズの産駒で、アイルランド生まれだが第二次世界大戦を避けアメリカで走った。母はコスキラ。

## 略歴
プリンスキロは33戦のうち12の競走に勝ち、9万6550ドルの賞金を獲得した。おもに長距離を走ったステイヤーで、10ハロンから2マイルまでの大レースをいくつか勝っている。その中にはジョッキークラブゴールドカップ、サラトガカップなどが含まれている。
種牡馬としてはステイヤーであったことが敬遠されて当初は人気がまったくなかったが、産駒からヒルプリンスを出したことで人気種牡馬となった。のちにラウンドテーブルなどの名馬を出し1957-1958年の2度アメリカリーディングサイアーを獲得している。アメリカ競馬史上もっとも重要な母の父と言われ、アメリカブルードメアサイアーに8度（1966-1970, 1972-1973）輝きセクレタリアト、ミルリーフ、サンサンなど数々の名馬を輩出した。1964年死亡し、クレイボーンファームに埋葬されている。

## 血統表
| プリンスキロの血統プリンスローズ系・1号族(1-b) / St.Simon5×5=6.25% | プリンスキロの血統プリンスローズ系・1号族(1-b) / St.Simon5×5=6.25% | プリンスキロの血統プリンスローズ系・1号族(1-b) / St.Simon5×5=6.25% | （血統表の出典） | （血統表の出典） |
| 父 Prince Rose 1928 鹿毛                                           | 父の父Rose Prince 1919 鹿毛                                        | Prince Palatine                                                    | Persimmon        | Persimmon        |
| 父 Prince Rose 1928 鹿毛                                           | 父の父Rose Prince 1919 鹿毛                                        | Prince Palatine                                                    | Lady Lightfoot   |                  |
| 父 Prince Rose 1928 鹿毛                                           | 父の父Rose Prince 1919 鹿毛                                        | Eglantine                                                          | Perth            | Perth            |
| 父 Prince Rose 1928 鹿毛                                           | 父の父Rose Prince 1919 鹿毛                                        | Eglantine                                                          | Rose de Mai      |                  |
| 父 Prince Rose 1928 鹿毛                                           | 父の母Indolence 1920 鹿毛                                          | Gay Crusader                                                       | Bayardo          | Bayardo          |
| 父 Prince Rose 1928 鹿毛                                           | 父の母Indolence 1920 鹿毛                                          | Gay Crusader                                                       | Gay Laura        |                  |
| 父 Prince Rose 1928 鹿毛                                           | 父の母Indolence 1920 鹿毛                                          | Barrier                                                            | Grey Leg         | Grey Leg         |
| 父 Prince Rose 1928 鹿毛                                           | 父の母Indolence 1920 鹿毛                                          | Barrier                                                            | Bar the Way      |                  |
| 母 Cosquilla 1933 鹿毛                                             | 母の父Papyrus 1920 黒鹿毛                                          | Tracery                                                            | Rock Sand        | Rock Sand        |
| 母 Cosquilla 1933 鹿毛                                             | 母の父Papyrus 1920 黒鹿毛                                          | Tracery                                                            | Topiary          |                  |
| 母 Cosquilla 1933 鹿毛                                             | 母の父Papyrus 1920 黒鹿毛                                          | Miss Matty                                                         | Marcovil         | Marcovil         |
| 母 Cosquilla 1933 鹿毛                                             | 母の父Papyrus 1920 黒鹿毛                                          | Miss Matty                                                         | Simonath         |                  |
| 母 Cosquilla 1933 鹿毛                                             | 母の母Quick Thought 1918 鹿毛                                      | White Eagle                                                        | Gallinule        | Gallinule        |
| 母 Cosquilla 1933 鹿毛                                             | 母の母Quick Thought 1918 鹿毛                                      | White Eagle                                                        | Merry Gal        |                  |
| 母 Cosquilla 1933 鹿毛                                             | 母の母Quick Thought 1918 鹿毛                                      | Mindful                                                            | Minoru           | Minoru           |
| 母 Cosquilla 1933 鹿毛                                             | 母の母Quick Thought 1918 鹿毛                                      | Mindful                                                            | Noble Martha     |                  |